# Meta-Datenbank
Eine Meta-Datenbank (auch Metadata Repository) ist ein System, das speziell für die Speicherung, Verwaltung und Bereitstellung von Metadaten entworfen wurde. Metadaten sind „Daten über Daten“, d. h. sie beschreiben, worum es in den Daten geht und wie sie organisiert sind. Damit bieten sie wichtige Informationen über andere Datentypen wie Dokumente, Bilder, Audio- und Videodateien. Sie liefern Informationen über den Inhalt, das Format und die Struktur dieser Daten und können mithilfe von Metadatenstandards organisiert werden.
Als „Datenbank über Daten“ hilft eine Meta-Datenbank dabei, Daten zu organisieren, zu finden und zu verstehen. Sie ermöglicht es Anwendern, Überblick über eine Datenmenge zu gewinnen und deren Nutzungsmöglichkeiten zu bewerten.
Im Gegensatz zu einem Data Dictionary, das Definitionen und Beschreibungen für die Daten einer spezifischen Datenbank oder eines spezifischen Datensatzes bereitstellt, enthält eine Meta-Datenbank Informationen über viele verschiedene Datenquellen hinweg. Als zentrale Sammelstelle von Metadaten sind sie entscheidend für ein effektives Datenmanagement. Sie können unter anderem als Grundlage für ein Data Warehouse dienen, indem sie eine Gesamtübersicht aller für Analysezwecke genutzten Daten liefern und so die Integration und Konsistenz über diverse Datenquellen hinweg sicherstellen.